# حركة ويكيميديا
حركة ويكيميديا أو اختصارًا ويكيميديا، هي المجتمع العالمي للمساهمين في مشاريع مؤسسة ويكيميديا.[بحاجة لمصدر] تكونت الحركة بدايةً لتشمل مجتمع ويكيبيديا، وسرعان ما توسعت لاحقًا لتشمل مشاريع ويكيميديا الأخرى، والتي تتضمن ويكيميديا كومنز وويكي بيانات، بالإضافة إلى مطوري ومهندسي البرمجيات المتطوعين للمساهمة في الميدياويكي. يُدعم هؤلاء المتطوعين عبر عديدٍ من المنظمات حول العالم، والتي تشمل مؤسسة ويكيميديا، والفروع المحلية والمنظمات المواضيعية ومجموعات المستخدمين.
صاغ المؤلف الأمريكي شيلدون رامبتون اسم «ويكيميديا»، وهي كلمةٌ مركبةٌ من مقطعين؛ ويكي وميديا (والتي تعني الوسائط)، وكان قد نشرها على القائمة البريدية الإنجليزية في مارس (آذار) 2003، وذلك بعد ثلاثة أشهر من وصول ويكاموس إلى المزكز الثاني في قائمة مشاريع الويكي المُستضافة على منصة جيمي ويلز، وقبل ثلاثة أشهر من إعلان تأسيس مؤسسة ويكيميديا. قد يشير اسم «ويكيميديا» أيضًا إلى مشاريع ويكيميديا.

## مجتمع ويكيبيديا
مجتمع ويكيبيديا هو مجتمع المساهمين في موسوعة ويكيبيديا على الإنترنت، حيث يتكون من المحررين (أو المساهمين) والإداريين. مجلس التحكيم هو لجنةٌ من المحررين تتولى إجراء التحكيم لحل النزاعات الجدية بين محرري الموسوعة. تتمتع اللجنة بسلطة فرض عقوباتٍ مُلزمة، كما تحدد المستخدمين الذين يمكنهم الوصول إلى صلاحياتٍ خاصة.

## المشاريع
تتضمن مشاريع ويكيميديا:
- ويكيبيديا، موسوعة قائمة على الإنترنت
- ويكاموس، قاموس
- ويكي الكتب، كتب تعليمية
- ويكي الأخبار، أحدث الأخبار
- ويكي الاقتباس، تجميع للاقتباسات
- ويكي مصدر، مكتبة من الوثائق والنصوص المصدرية
- ويكي الجامعة، مواد تعليمية
- ويكي الرحلات، دليل السفر
- ويكي أنواع، فهرس تصنيف الأنواع
- ويكيميديا كومنز، مستودع بيانات للوسائط مثل الصور ومقاطع الفيديو والأصوات. يمكن الوصول إلى هذه الملفات عبر جميع المشاريع الأخرى المذكورة أعلاه، ومن هنا جاء اسم "كومنز".
- ويكي بيانات، مصدر مشترك للبيانات ، يمكن الوصول إليه أيضًا من قبل المشاريع الأخرى.

## المنظمات

### مؤسسة ويكيميديا

نظرة عامة حول حركة ويكيميديا (بالإنجليزية)

خريطة لحركة ويكيميديا 2023 (بالإنجليزية)

فروع ويكيميديا (الأزرق)
مجموعات مستخدمي ويكيميديا مع التركيز الجغرافي (الأخضر)

مؤسسة ويكيميديا (اختصارًا WMF) هي منظمةٌ غير ربحية خيرية أمريكية، يقع مقرها في سان فرانسيسكو بكاليفورنيا. تمتلك أسماء النطاقات وتدير معظم مواقع الحركة، مثل ويكيبيديا الموسوعة الحرة عبر الإنترنت، بالإضافة إلى ويكيميديا كومنز.
تأسست المؤسسة في عام 2003 من قبل جيمي ويلز لتصبح وسيلةً لتمويل ويكيبيديا والمشاريع الشقيقة بطرقٍ غير ربحية، والغرض منها هو «... تمكين وإشراك الأفراد في جميع أنحاء العالم لجمع وتطوير المحتوى التعليمي بموجب ترخيص حرٍ أو في النطاق العام، ونشره بصورةٍ فعالةٍ وعالمية».
وفقًا للبيانات المالية لمؤسسة ويكيميديا لعام 2015، فإنه في هذا العام كانت ميزانية المؤسسة حوالي 72 مليون دولار أمريكي، حيث أنفقت 52 مليون دولار أمريكي على عملياتها، وزادت احتياطياتها إلى 82 مليون دولار أمريكي. تُمول مؤسسة ويكيميديا بشكلٍ أساسي عبر التبرعات بمتوسط تبرع يبلغ 15 دولارًا أمريكيًا.

### الفروع المحلية
التشابترات أو الفروع المحلية هي المنظمات التي تدعم مشاريع ويكيميديا في مناطق جغرافيةٍ محددة، معظمها دول. يوجد حاليًا[متى؟] 38 فرعًا.
ويكيميديا ألمانيا (اختصارًا WMDE) هي أكبر فرعٍ للمؤسسة، بميزانية إجمالية قدرها 20 مليون يورو[متى؟]. تخصص ويكيميديا ألمانيا حوالي مليون يورو لدعم الشركة المسؤولة عن توزيع التبرعات، و4 ملايين يورو تحول إلى مؤسسة ويكيميديا.
للحصول على نفس التعامل، فإنَّ كل فرعٍ يتبع نفس العملية ويطلب ميزانيته السنوية عبر لجنة توزيع الأموال. تطلب المؤسسة بصفتها مالك نطاق الإنترنت لصفحات المشروع حصة من التبرعات عبر موقع الويب في بلدٍ ما (على سبيل المثال، لألمانيا وسويسرا)، أو تدفع مبلغًا متفقًا عليه للفروع الأخرى. يُوزع ما لا يقل عن 4 ملايين دولار أمريكي عبر هذه الطريقة على الفروع والمنظمات المواضيعية. القاعدة القانونية هي «اتفاقية الفروع» مع المؤسسة.

### المنظمات المواضيعية
تأسست المنظمات المواضيعية لدعم مشاريع ويكيميديا للتركيز على موضوعٍ مُعين؛ يوجد حاليًا[متى؟] منظمتان ضمن هذا النوع. يحكمها «اتفاق منظمات ويكيميديا المواضيعية».

### مجموعات المستخدمين
حتى 2023، هناك 140 مجموعة مستخدمين.

## روابط خارجية
- الصفحة الرئيسية لويكيميديا
- هيكلية حركة ويكيميديا على الميتاويكي